# 勒沃克兰
勒沃克兰（法語：Le Vauclin，法語發音：[lə voklɛ̃]）是法国海外省马提尼克的一个市镇，属于勒马兰区。

## 地理
勒沃克兰（14°32'42"N, 60°50'24"W）面积39.06 平方千米，位于法国海外省马提尼克。
与勒沃克兰接壤的市镇（或旧市镇、城区）包括：勒弗朗索瓦、勒马兰、里维耶尔皮洛特、圣埃斯普里。
勒沃克兰的时区为UTC−04:00（大西洋时区）。

## 行政
勒沃克兰的邮政编码为97280，INSEE市镇编码为97232。

## 政治
勒沃克兰的现任市长为乔治·克莱翁（Georges Cléon）先生，任期为2020-2026年。

## 人口

1962-2008年间勒沃克兰人口变化图示

勒沃克兰于2022年1月1日时的人口数量为8481人。